# Ihar Yasinski
Ihar Syarheyevich Yasinski (tiếng Belarus: Ігар Сяргеевіч Ясінскі; tiếng Nga: Игорь Сергеевич Ясинский; sinh 4 tháng 7 năm 1990) là một cầu thủ bóng đá Belarus. Tính đến năm 2018, anh thi đấu cho Slutsk.

## Sự nghiệp
Sinh ra ở Pinsk, Yasinski bắt đầu chơi bóng ở hệ thống trẻ của FC Dinamo Minsk. Anh gia nhập đội chính và ra mắt tại Giải bóng đá ngoại hạng Belarus năm 2007. Anh được triệu tập lên các đội tuyển quốc gia U-17, U-19 và U-21. Năm 2017, anh thi đấu cho Kauno Žalgiris.